# Zaretsjnaja
Zaretsjnaja (Russisch: Заречная) is een station van de metro van Nizjni Novgorod. Het station maakt deel uit van Avtozavodskaja-lijn en werd geopend op 20 november 1985, tegelijk met het eerste metrotracé in de stad. Het metrostation bevindt zich in het stadsdeel Leninski, onder de kruising van de Leninski Prospekt (Leninlaan) en de Zaretsjnyj Boelvar (Rivierlaan), waaraan het zijn naam dankt.
Het station is ondiep gelegen en beschikt over een perronhal met ronde witmarmeren zuilen. Op de wanden langs de sporen is blauw aluminium in een golfstructuur aangebracht, een verwijzing naar de naam van het station en de rivieren waaraan Nizjni Novgorod gelegen is. Het lichtbruine graniet op de vloer van het perron symboliseert rivierzand. In de stationshal komt de verbondenheid van stad en rivier tot uiting in afbeeldingen van de onderwaterwereld en impressies uit de geschiedenis van Nizjni Novgorod.